# Lijst van voetbalinterlands Aruba - Belize (vrouwen)
Deze lijst van voetbalinterlands is een overzicht van alle officiële voetbalinterlands tussen de nationale vrouwenteams van Aruba en Belize. De landen hebben tot nu toe drie keer tegen elkaar gespeeld.

## Wedstrijden
| № | Plaats     | Datum             | Competitie                            | Wedstrijd      | Uitslag |
| - | ---------- | ----------------- | ------------------------------------- | -------------- | ------- |
| 1 | Belmopan   | 7 april 2022      | WK 2023 kwalificatie                  | Belize − Aruba | 1 − 1   |
| 2 | Belmopan   | 21 september 2023 | CONCACAF W Gold Cup 2024 kwalificatie | Belize − Aruba | 2 − 0   |
| 3 | Oranjestad | 4 december 2023   | CONCACAF W Gold Cup 2024 kwalificatie | Aruba − Belize | 0 − 1   |

## Samenvatting
| Competitie                       | Totaal gespeeld | Winst Aruba | Gelijk | Winst Belize | Doelsaldo Aruba – Belize |
| -------------------------------- | --------------- | ----------- | ------ | ------------ | ------------------------ |
| WK kwalificatie                  | 1               | 0           | 1      | 0            | 1 − 1                    |
| CONCACAF W Gold Cup kwalificatie | 2               | 0           | 0      | 2            | 0 − 3                    |
| Totaal                           | 3               | 0           | 1      | 2            | 1 − 4                    |

AVB · A-internationals · Arubaans mannenelftal
2006 – 2019 · 2020 – 2029
Amerikaanse Maagdeneilanden ·
Anguilla ·
Antigua en Barbuda ·
Barbados ·
Belize ·
Cuba ·
Curaçao ·
Dominicaanse Republiek ·
El Salvador ·
Grenada ·
Haïti ·
Nederlandse Antillen ·
Panama ·
Puerto Rico ·
Saint Kitts en Nevis ·
Saint Vincent en de Grenadines ·
Suriname ·
Trinidad en Tobago ·
Turks- en Caicoseilanden
FFB · A-internationals · Belizaans mannenelftal
2001 – 2009 · 2011 – 2019 · 2020 – 2029
Aruba ·
Barbados ·
Bermuda ·
Costa Rica ·
Cuba ·
El Salvador ·
Guatemala ·
Honduras ·
Nicaragua ·
Panama ·
Turks- en Caicoseilanden